# 尼古拉耶夫卡 (烏里揚諾夫斯克州)
尼古拉耶夫卡（羅馬化：Nikolayevka）是俄罗斯乌里扬诺夫斯克州的市级镇，为该州尼古拉耶夫卡区行政中心及规模最大聚居地，也是该区唯一的一座市级镇。地处乌里扬诺夫斯克州西南部，位于伏尔加河流域内的一条小河卡纳杰伊卡河（Канадейка）河畔，在州府乌里扬诺夫斯克西南方，西距乌里扬诺夫斯克州与奔萨州州界约16公里（通过公路）。
镇内设有铁路车站克柳奇基站，位于奔萨－塞兹兰线上。M5公路（乌拉尔公路）从该镇南侧经过。
该地2022年人口有5,649人；2010年人口6,389；2002年人口6,476；1989年人口6,434。